# Bram Rutgers

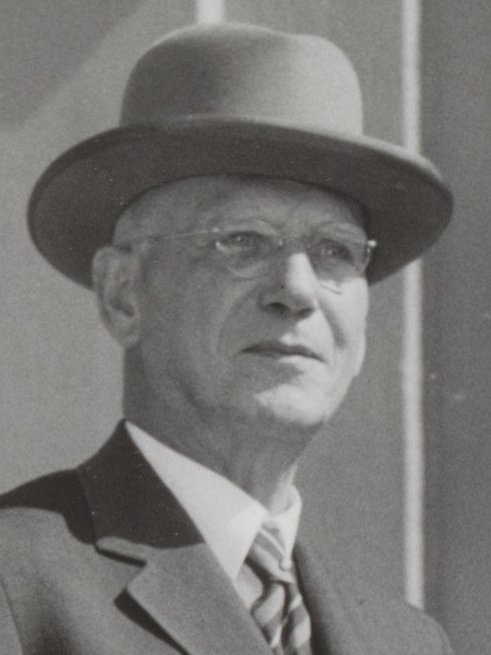
Bram Rutgers (1956)

Abraham „Bram“ Arnold Lodewijk Rutgers (* 24. Juli 1884 in Amsterdam; † 26. September 1966 in Wassenaar, Provinz Zuid-Holland) war ein niederländischer Kolonialbeamter und Politiker der Anti-Revolutionaire Partij (ARP), der unter anderem von 1928 bis 1933 Gouverneur von Niederländisch-Guayana (Suriname), zwischen 1933 und 1936 Mitglied der Zweiten Kammer der Generalstaaten und 1945 kommissarischer Kommissar der Königin der Provinz Zuid-Holland war. Er fungierte außerdem von 1956 bis 1959 als Vizepräsident des Raad van State.

## Leben
Abraham „Bram“ Arnold Lodewijk Rutgers war ein Sohn von Frederik Lodewijk Rutgers (1836–1917), Pfarrer und Professor für Kirchengeschichte und Kirchenrecht an der Freien Universität Amsterdam, sowie ein jüngerer Bruder des Juristen und Politikers Victor Henri Rutgers (1877–1945), der unter anderem zwischen 1925 und 1926 Minister für Bildung, Kunst und Wissenschaft sowie zwei Mal Rektor der Freien Universität Amsterdam war. Dessen Tochter Jacqueline Rutgers (1908–1998) war zwischen 1963 und 1967 für die ARP Mitglied der Zweiten Kammer der Generalstaaten und als solche auch Mitglied des Europäischen Parlamentes.
Er selbst absolvierte ein Studium an der Freien Universität Amsterdam und der Universiteit van Amsterdam und schloss eine Promotion. Er war zunächst mehrere Jahre in Niederländisch-Indien tätig und zunächst zwischen 1916 und Januar 1923 Direktor der Allgemeinen Versuchsstation der Allgemeinen Vereinigung der Kautschukpflanzer in Medan an der Ostküste Sumatras sowie im Anschluss vom 20. Januar 1923 bis zum 1. April 1928 Direktor für Landwirtschaft, Industrie und Handel in Buitenzorg. Als Angehöriger der Gereformeerde Kerken in Nederland (GKN) vertrat er als Laienprediger regelmäßig den Pfarrer in reformierten Gottesdiensten. Im März 1926 lehnte er das Amt des Kolonialministers in einem letztlich nicht zustandegekommenen Kabinett, das Joseph Limburg als Formateur bilden sollte. Nachdem die Regierungsbildung durch Limburg gescheitert war, wurde im Anschluss das Kabinett De Geer I gebildet.

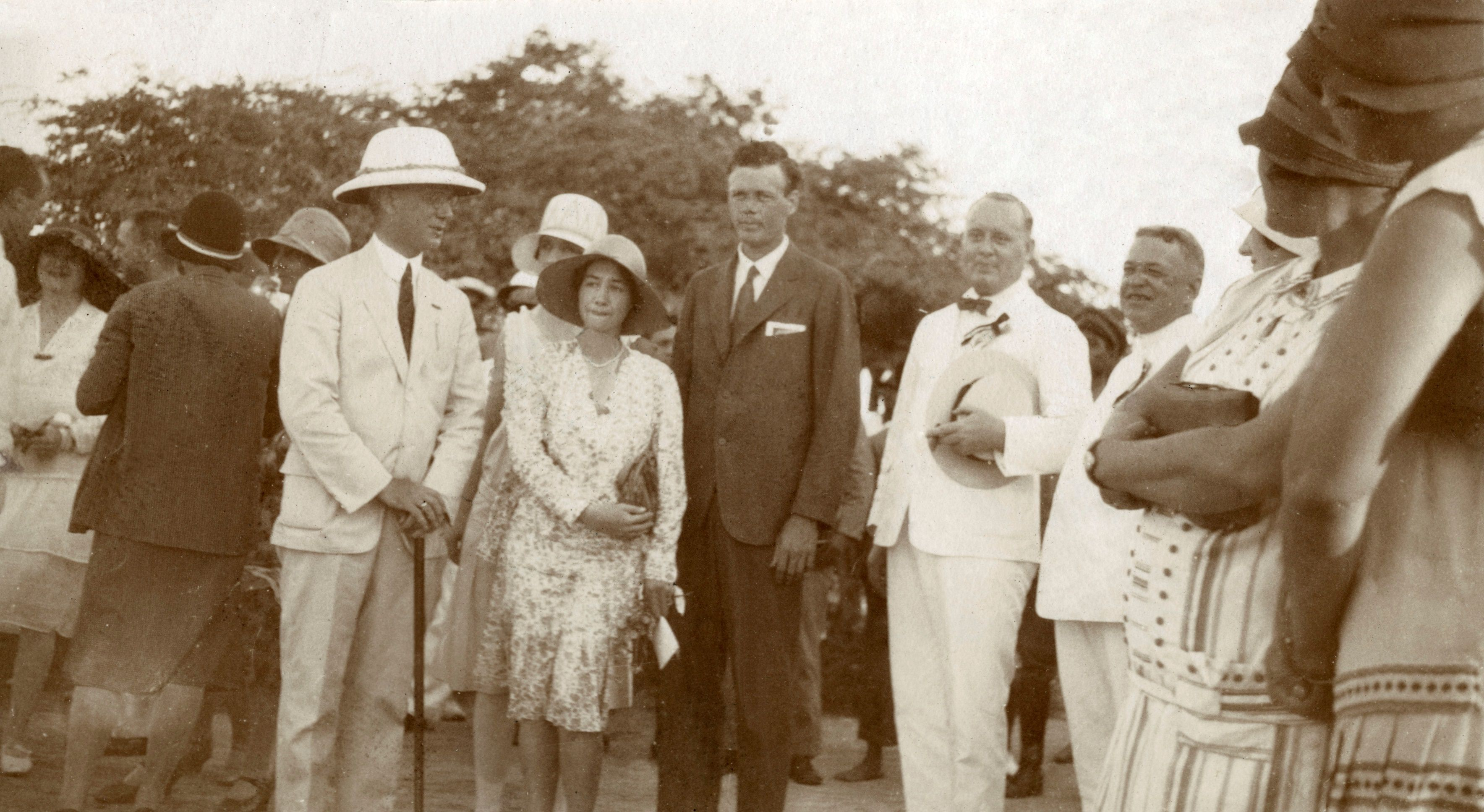
Bram Rutgers (links, mit Tropenhelm) als Gouverneur von Suriname beim Empfang von Charles Lindbergh (Mitte) in Paramaribo (1929).

Rutgers wurde durch Königlichen Erlass (Koninklijk Besluit) vom 20. Januar 1928 als Nachfolger von Aarnoud van Heemstra zum Gouverneur von Niederländisch-Guayana (Suriname) ernannt und bekleidete dieses Amt offiziell vom 1. Mai 1928 bis zum 1. September 1933, woraufhin nach einer kommissarischen Amtsführung von Franciscus Laurentius Josephus van Haaren Johannes Coenraad Kielstra neuer Gouverneur wurde.
Nach seiner Rückkehr wurde Rutgers für die Antirevolutionäre Partei ARP (Anti-Revolutionaire Partij) am 12. September 1933 Mitglied der Zweiten Kammer der Generalstaaten (Tweede Kamer der Staten-Generaal), eine der beiden Kammern der Generalstaaten, und gehörte dieser bis zum 21. Januar 1936 an. Als Mitglied der Zweiten Kammer befasste er sich hauptsächlich mit landwirtschaftlichen Angelegenheiten und Kolonien und engagierte sich stark für die christliche Erziehung in den Kolonien und in den Niederlanden. Durch Königlichen Erlass vom 20. Dezember 1935 wurde er zum Mitglied des Staatsrates (Raad van State), ein Verfassungsorgan zur Beratung der Regierung, ernannt und gehörte diesem bis zum 16. Mai 1956 an.
Während der deutschen Besatzung der Niederlande im Zweiten Weltkrieg wurde Bram Rutgers am 30. Juni 1941 festgenommen und befand sich zunächst im internierten Polizeidurchgangslager in Schoorl sowie vom 22. August bis zum 15. November 1941 im KZ Buchenwald. Nachdem er sich zwischen dem 16. November und Dezember 1941 in Geiselhaft im Kamp Vught, wurde er zuletzt von Dezember 1941 bis zum 17. Dezember 1942 im Geisellager in Sint-Michielsgestel interniert. Nach seiner Entlassung nahm er seine Tätigkeit als Mitglied des Staatsrates wieder auf und war in der Folgezeit Mitglied der Departements des Staatsrates für Handel, Industrie und Schifffahrt, Volkswirtschaft, Verteidigung und für Auswärtige Angelegenheiten.

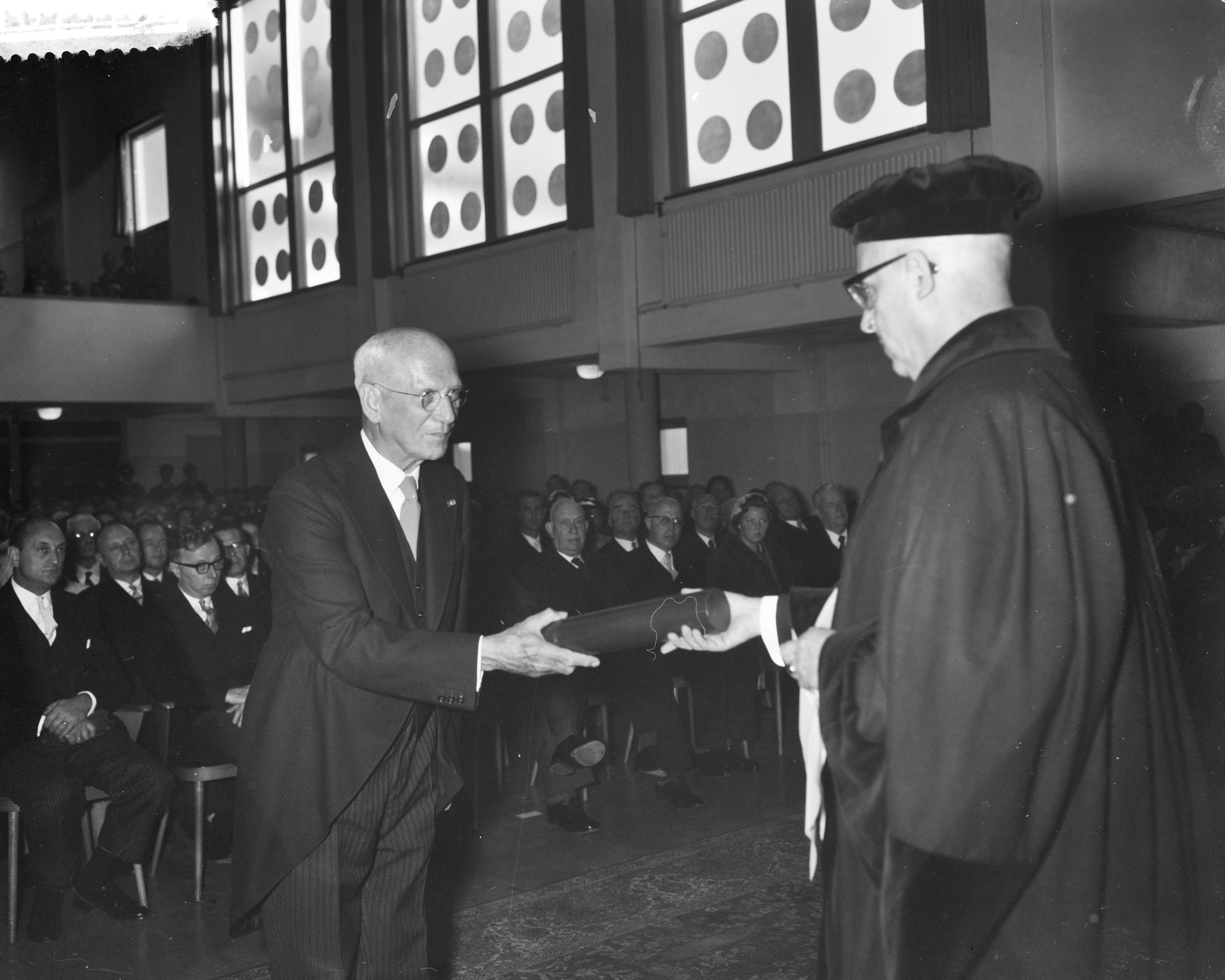
Bram Rutgers bei der Verleihung der Ehrendoktorwürde der Freien Universität Amsterdam (20. Oktober 1959).

Nach Kriegsende wurde er ferner als Nachfolger des seit 1943 kommissarisch eingesetzten Emanuel Johannes Matheus Hubertus Bolsius am 7. Mai 1945 ebenfalls kommissarischer Kommissar der Königin der Provinz Zuid-Holland und bekleidete dieses Amt bis zu seiner Ablösung durch Lodewijk Albert Kesper am 15. September 1945. Daneben war er als Vertreter der Reformierten Kirchen Mitglied sowie 1945 Vorsitzender des Vorstands der Interkirchlichen Konsultation (Inter Kerkelijk Overleg) gehörte von April 1950 bis 1953 Mitglied der nach ihrem Vorsitzenden Josef van Schaik benannten Staatlichen Kommission zur Überarbeitung der Verfassung (Staatscommissie-Van Schaik). Er war zeitweise Vorsitzender des Aufsichtsrats der Fluggesellschaft KLM Royal Dutch Airlines und wurde durch Königlichen Erlass vom 11. Mai 1956 als Nachfolger des am 27. März 1956 verstorbenen Frans Beelaerts van Blokland Vizepräsident des Raad van State und bekleidete das Amt daraufhin vom 16. Mai 1956 bis zu seiner Ablösung durch den früheren Ministerpräsidenten Louis Beel am 1. August 1959. Am 20. Oktober 1959 wurde ihm die Ehrendoktorwürde der Freien Universität Amsterdam verliehen.

## Hintergrundliteratur
- D. Slijkerman: Im Dienste der Krone, 2001